# Нивки (остановочный пункт, Юго-Западная железная дорога)
Нивки — остановочный железнодорожный пункт Коростенской дирекции Юго-Западной железной дороги на линии Чернигов—Овруч, расположенный в юго-восточнее села Нивки.

## История
Станция была открыт в 1930 году на действующей ж/д линии Чернигов—Овруч. Изначально на станции осуществлялась продажа билетов на поезда местного и дальнего следования. Станция была реорганизована в остановочный пункт. По состоянию местности на 1986 год: на топографической карте лист М-35-023 остановочный пункт обозначен.

## Общие сведения
Станция представлена одной боковой платформой. Имеет 1 путь.

## Пассажирское сообщение
Пассажирское сообщение станцией не осуществляется.